# Fanny Rodríguez
Fanny Rodríguez (Berisso, Buenos Aires, 10 de junio de 1985) es una futbolista argentina que juega como delantera en Santiago Wanderers de la Primera División de fútbol femenino de Chile. 

## Inicios
La berissense viene de una familia futbolera: su padre era entrenador en el Fortín de La Plata y su hermano entrenaba en la categoría 82. En sus inicios se hacía un lugar entre varones en la categoría 85 en el Fortín de La Plata. Durante los años que estuvo ahí, la quisieron fichar pero la liga no lo permitió. La futbolista comenzó su aventura jugando futsal y pasó por Villa España, un club de barrio situado a pocas cuadras de su casa. Luego el camino de la delantera sería variado, pasando por diferentes equipos.

## Trayectoria profesional
Al principio jugó para Club de Gimnasia y Esgrima La Plata donde permaneció unos cuantos años. Luego de jugar para "El Lobo" decidió mudarse de vereda y jugar para Club Estudiantes de La Plata (fútbol femenino) donde permaneció unas cuantas temporadas para "El León".
Después de finalizar su vínculo con Estudiantes de La Plata (fútbol femenino), llegó a la Liga Amateur Platense.
El primer equipo en donde se asentó fue en la Asociación Cultural y Biblioteca Coronel Brandsen donde ella y sus compañeras salieron tricampeonas invictas.. Al mismo tiempo, se puso la camiseta del Club Atlético Villa San Carlos e integró el plantel de "Las Bonitas", el seleccionado platense. La delantera fue goleadora en los tres certámenes que jugó simultáneamente.
Fanny Rodríguez también fue parte del futsal femenino del Club de Gimnasia y Esgrima La Plata, en donde fue goleadora, demostrando adaptabilidad en ambos escenarios tanto en canchas de once como en fútbol sala. 
En diciembre del 2018 llegaría la oferta del Club Atlético River Plate, donde aceptaría para jugar en el equipo de Nuñez. Ese cambio fue un gran salto en su carrera. En el Millonario marcó siete goles que le permitieron mostrar su potencial y pasar a Boca, como jugadora profesional.
El 9 de agosto del 2019, después de 28 años el fútbol femenino del Club Atlético Boca Juniors se profesionalizó y Fanny Rodríguez firmaría su primer contrato profesional entre otras 18 jugadoras más de la institución.

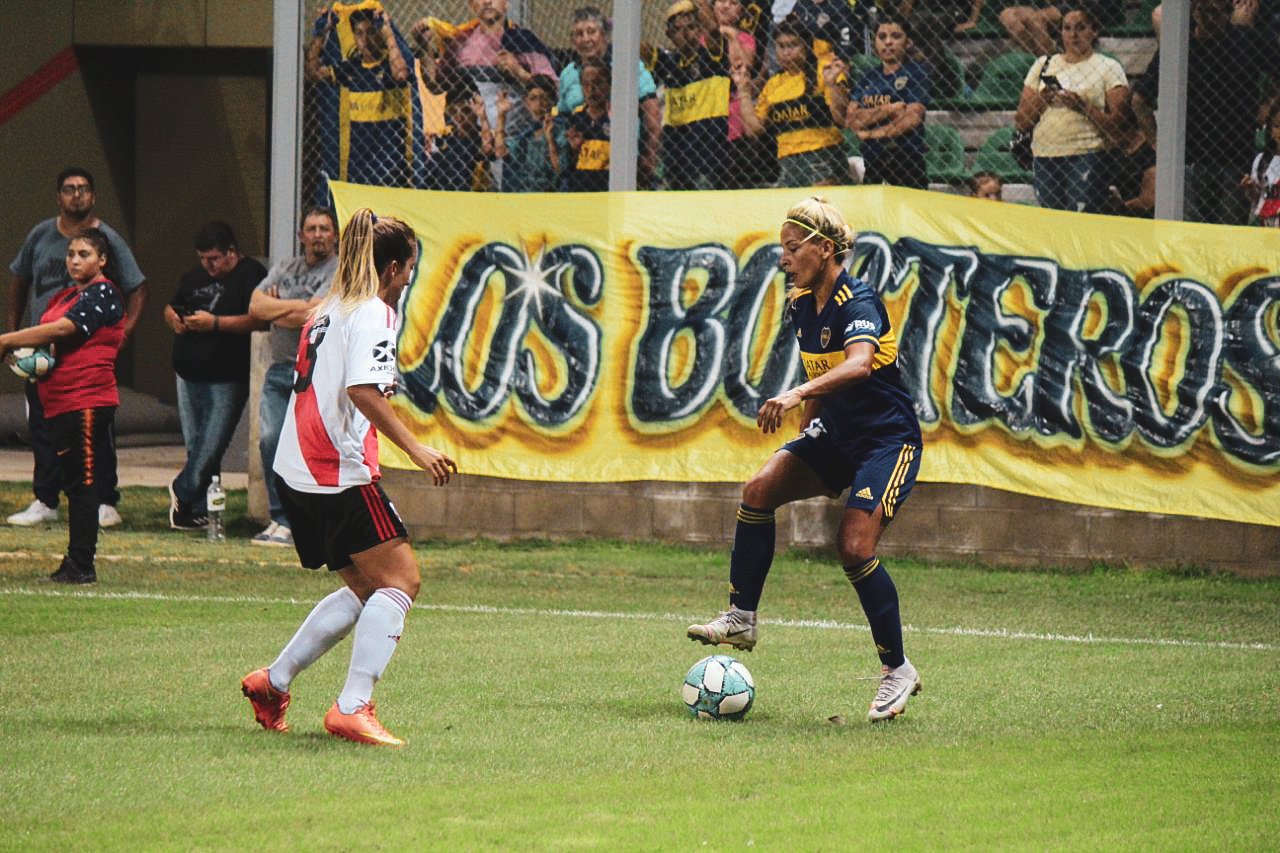
Fanny Rodríguez jugando por Boca Juniors.

El miércoles 25 de septiembre del 2019 se daría el primer Superclásico femenino de la era Semiprofesional en el Estadio Alberto J. Armando; en esta ocasión el partido se dio en el debut del campeonato de primera división y varias de las jugadoras jugarían cobrando un sueldo profesional. El espectáculo se llevó ante 4000 socios en la platea baja. La delantera estuvo en el banco en dicho encuentro donde el Club Atlético Boca Juniors se impuso por 5 goles ante el Club Atlético River Plate, hasta que por una lesión de Yamila Rodríguez, se produjo el cambio donde Fanny ingresó en el segundo tiempo y convirtió 3 de esos goles, llevándose la pelota por su “hat trick”.
El 19 de enero de 2022 Estudiantes de La Plata hace oficial la llegada de Rodríguez de cara a la temporada 2022, firmando contrato hasta diciembre de ese mismo año, siendo esta su segunda etapa en El Pincha.
En enero de 2023 se suma a Gimnasia y Esgrima La Plata. Tras ese año, durante el 2024 juega futsal para el mismo club. En 2025 se suma a Santiago Wanderers. 

## Clubes
| Club                                    | País      | Año       |
| --------------------------------------- | --------- | --------- |
| Fortín de La Plata                      | Argentina |           |
| Club Villa España                       | Argentina |           |
| Gimnasia y Esgrima de La Plata          | Argentina |           |
| Estudiantes de La Plata                 | Argentina |           |
| Asociación Coronel Brandsen             | Argentina |           |
| Villa San Carlos                        | Argentina |           |
| River Plate                             | Argentina | 2018-2019 |
| Boca Juniors                            | Argentina | 2019-2022 |
| Estudiantes de La Plata                 | Argentina | 2022      |
| Gimnasia y Esgrima de La Plata          | Argentina | 2023      |
| Gimnasia y Esgrima de La Plata (futsal) | Argentina | 2024      |
| Santiago Wanderers                      | Chile     | 2025-     |